# Большетавинское сельское поселение
Большетавинское се́льское поселе́ние — муниципальное образование в Усть-Ишимском районе Омской области Российской Федерации.
Административный центр — село Большая Тава.

## История
Статус и границы сельского поселения установлены Законом Омской области от 30 июля 2004 года № 548-ОЗ «О границах и статусе муниципальных образований Омской области»

## Население
| 2010 | 2011 | 2012 | 2013 | 2014 | 2015 | 2016 |
| ---- | ---- | ---- | ---- | ---- | ---- | ---- |
| 380  | ↘378 | ↗382 | ↘376 | ↘372 | ↘353 | ↘347 |
| 2017 | 2018 | 2019 | 2020 | 2021 | 2023 |      |
| ↘342 | ↘320 | ↘300 | ↘298 | ↘200 | ↘194 |      |

## Состав сельского поселения
| № | Населённый пункт | Тип населённого пункта       | Население |
| - | ---------------- | ---------------------------- | --------- |
| 1 | Большая Тава     | село, административный центр | ↘309      |
| 2 | Граковка         | деревня                      | ↘70       |
| 3 | Малая Тава       | деревня                      | ↘1        |